# Sevab Strängnäs Energi
Sevab Strängnäs AB, av företaget skrivet SEVAB Strängnäs Energi AB, är ett kommunägt bolag som levererar el, fjärrvärme, fjärrkyla, vatten och avlopp, stadsnät, biogas och återvinningstjänster i Strängnäs med omnejd. Bolaget ägs av Strängnäs kommun.
Sedan 1 januari 2014 är alla medarbetare anställda i ett driftbolag Eskilstuna Strängnäs Energi och Miljö som samägas av Eskilstuna kommun och Strängnäs kommun. Driftbolaget får sina uppdrag av Eskilstuna energi och miljö och Strängnäs Energi, och kommuninvånarna i Strängnäs kommun fortfarande kunder hos Strängnäs Energi som äger anläggningarna och näten.
Elhandelsbolaget är ett helägt dotterbolag till Sevab Strängnäs Energi för inköp och försäljning av el. 

## Produktionsanläggningar
- Fjärrvärme och 100 procent förnybar el  i kraftvärmeverket i Strängnäs
- Rening av avloppsvatten i Strängnäs reningsverk, Strängnäs samt Mariefreds Reningsverk, Mariefred
- Dricksvatten tas via ledning från Norsborgs vattenverk, Norsborg
- Avfallshantering, Återvinningscentralen Kvitten, Strängnäs och Återvinningscentralen Läggesta, Läggesta

## Färgsortering av hushållsavfall
I Strängnäs kommun återvinns allt avfall från villahushåll sedan 2015 genom optisk sortering, så kallad färgsortering. Alla villahushåll sorterar allt sitt avfall i sju olika färgade påsar, där varje färg motsvarar ett materialslag (plast-, metall- respektive pappersförpackningar, samt tidningar, matavfall, övrigt hushållsavfall och textil). Alla påsar kastas sedan i hushållets egen tunna och sorteras optiskt i en anläggning på Återvinningscentralen Lilla Nyby i Eskilstuna.

## Historik
- 1850 – Gatubelysning med oljelyktor installeras på uppdrag av Biskop Strömberg. Men på grund av den otillfredsställande belysningen stack han ut hakan och föreslog att staden skulle använda sig av nymodigheten elektrisk belysning.
- 1903 – En kommitté för införandet av den elektriska belysningen tillsattes. Förslaget godkändes i fullmäktige.
- 1905 – Den 28 oktober startade Strängnäs Elverk sin verksamhet och för första gången tändes elektriskt ljus i två privata våningar och en affär på Strängnäs gator.
- 1907 – Elverket utvidgades eftersom fler abonnenter skulle tillkomma inom de närmsta två åren.
- 1913 – Beslut om att elmätaren skulle avläsas 8 gånger per år.
- 1916 – Strängnäs Elverk inkopplades till Älvkarleby Kraftverks ledningsnät. Därmed hade ångmaskinen gjort sitt som ”kraftleverantör”.
- 1923 – Strängnäs stads Elektricitetsaffär öppnades.
- 1947 – Elransonering infördes och ransoneringskort skickades ut till alla abonnenter till och med februari 1949.
- 1970 – Fram till 1969 bestod Elverkets verksamhetsområde i stort sett endast av Strängnäs tätort. 1970-1976 skedde en större kommunsammanslagning och verket inordnades direkt under kommunstyrelsen. Eldistributionsföreningarna i de övriga kommunerna gick ihop med elverket som omorganiserades till ett kommunalt bolag och fick namnet Strängnäs Energiverk AB. Aktierna fördelades mellan kommunerna: Strängnäs 80 procent och Eskilstuna 20 procent.
- 1998 – Bolaget döps om till Sevab Strängnäs Energi.
- 2000-2010 - Fjärrvärmen byggs ut och etableras i Strängnäs.
- 2009 – Kraftvärmeverket invigs.
- 2009 – Sjöledningen från Gorsingeholm till Sundby Park förbinder de två olika fjärrvärmenäten.
- 2009 – Affärsområdena Vatten och Avlopp och Återvinning överförs från kommunen till Sevab.
- 2011 – Sevabs tidigare lokaler på Fältstigen säljs och istället flyttar man in på Dammvägen.
- 2001 – Fjärrvärmledning dras från Strängnäs, via Åkers Styckebruk vidare till Mariefred.
- 2014 – Driftbolaget Eskilstuna Strängnäs Energi och Miljö bildas som ett gemensamt dotterbolag till Sevab Strängnäs Energi och Eskilstuna Energi och Miljö.
- 2015 – Färgsortering av hushållsavfall för villahushåll införs inom Strängnäs kommun.